# Campionati mondiali di karate 1990
La 10ª edizione del campionato mondiale di karate si è svolta a Città del Messico nel 1990. Hanno partecipato 673 karateka provenienti da 53 paesi.

## Medagliere
| Posizione | Nazione     | Oro | Argento | Bronzo | Totale |
| --------- | ----------- | --- | ------- | ------ | ------ |
| 1         | Giappone    | 6   | 3       | 3      | 12     |
| 2         | Francia     | 4   | 1       | 2      | 7      |
| 3         | Regno Unito | 2   | 2       | 2      | 6      |
| 4         | Italia      | 1   | 5       | 1      | 7      |
| 5         | Norvegia    | 1   | 1       | 0      | 2      |
| 6         | Spagna      | 1   | 0       | 5      | 6      |
| 7         | Turchia     | 1   | 0       | 4      | 5      |
| 8         | Jugoslavia  | 0   | 2       | 0      | 2      |
| 9         | Stati Uniti | 0   | 1       | 1      | 2      |
| 9         | Messico     | 0   | 1       | 1      | 2      |
| 11        | Austria     | 0   | 1       | 0      | 1      |
| 12        | Germania    | 0   | 0       | 2      | 2      |
| 13        | Inghilterra | 0   | 0       | 1      | 1      |
| 13        | Australia   | 0   | 0       | 1      | 1      |
| 13        | Canada      | 0   | 0       | 1      | 1      |
| 13        | Svezia      | 0   | 0       | 1      | 1      |

## Podi

### Kata
| Posizione | Karateka    |
| --------- | ----------- |
| 1         | T. Aihara   |
| 2         | D. Marchini |
| 3         | L. Sanz     |

| Posizione | Karateka    |
| --------- | ----------- |
| 1         | Y. Mimura   |
| 2         | H. Yokoyama |
| 3         | D. Tang     |

| Posizione | Nazione  |
| --------- | -------- |
| 1         | Italia   |
| 2         | Giappone |
| 3         | Francia  |

| Posizione | Nazione     |
| --------- | ----------- |
| 1         | Giappone    |
| 2         | Stati Uniti |
| 3         | Francia     |

### Kumite
| Posizione | Karateka      |
| --------- | ------------- |
| 1         | Stein Rønning |
| 2         | Hideto Nakano |
| 3         | V. Bugur      |
| 3         | H. Yagli      |

| Posizione | Karateka   |
| --------- | ---------- |
| 1         | T. Azumi   |
| 2         | G. Romic   |
| 3         | B. Kandaz  |
| 3         | J. Puertas |

| Posizione | Karateka   |
| --------- | ---------- |
| 1         | H. Alagas  |
| 2         | V. Amicone |
| 3         | Y. Anzai   |
| 3         | W. Thomas  |

| Posizione | Karateka         |
| --------- | ---------------- |
| 1         | H. Tamaru        |
| 2         | G. Francis       |
| 3         | P. Alderson      |
| 3         | Gennaro Talarico |

| Posizione | Karateka            |
| --------- | ------------------- |
| 1         | J. Egea             |
| 2         | Morten Alstadsæther |
| 3         | R. Hernandez        |
| 3         | O. Pokoeni          |

| Posizione | Karateka          |
| --------- | ----------------- |
| 1         | Marc Pyrée        |
| 2         | Gianni Napolitano |
| 3         | R. Brachmann      |
| 3         | Vic Charles       |
| 3         |                   |

| Posizione | Karateka      |
| --------- | ------------- |
| 1         | G. Tramontini |
| 2         | V. Micovic    |
| 3         | M. Hamon      |
| 3         | Y. Uchida     |

| Posizione | Karateka    |
| --------- | ----------- |
| 1         | Wayne Otto  |
| 2         | S. Jez      |
| 3         | M. Alvarado |
| 3         | A. Leito    |

| Posizione | Karateka    |
| --------- | ----------- |
| 1         | Yuko Hasama |
| 2         | A. Flores   |
| 3         | E. Chamarro |
| 3         | Y. Senff    |

| Posizione | Karateka          |
| --------- | ----------------- |
| 1         | M. Amghar         |
| 2         | Chiara Stella Bux |
| 3         | C. Dorrie         |
| 3         | M. Samuel         |

| Posizione | Karateka     |
| --------- | ------------ |
| 1         | C. Belrhiti  |
| 2         | M. Sartirani |
| 3         | B. Brogan    |
| 3         | K. Kawano    |

| Posizione | Nazione     |
| --------- | ----------- |
| 1         | Regno Unito |
| 2         | Francia     |
| 3         | Spagna      |
| 3         | Paesi Bassi |

## Fonti
- (EN) Sito della Federazione Mondiale di Karate, su wkf.net. URL consultato il 7 novembre 2005 (archiviato dall'url originale il 7 novembre 2005).